# سعیده علی
سعیده علّی (انگلیسی: Saeideh Elli؛ زادهٔ ۱۳۶۴ در گنبد کاووس) بازیکن بسکتبال اهل ایران است. وی بیش از ۱۵ سال سابقه عضویت تیم ملی بسکتبال زنان ایران را دارا می باشد و کاپیتان خوش نام تیم ملی بوده است. وی فارغ‌التحصیل فوق‌لیسانس جامعه‌شناسی ورزش است. وی سابقه بازی در تیم‌های باشگاهی الکترو رضا گنبد، شهرداری گرگان، باشگاه قزوین ،  گاز تهران و گروه بهمن را دارد. وی پس از مسابقات غرب آسیا در سال ۱۳۸۷ تا سال‌ها به دلیل عدم فعالیت تیم ملی بسکتبال زنان ایران به خاطر حجاب، نتوانست بازی ملی انجام دهد. در سال ۱۳۹۵ وی به همراه دلارام وکیلی، گلاره کاکاون‌پور، سحر نجفی و آزاده معینی و به مربیگری فرانک طیاری در قالب یک تیم سه نفره با هزینه شخصی به نمایندگی از ایران در تورنمنت ترکمنستان زیر نظر فدراسیون جهانی شرکت کرد و موفق به کسب پیروزی در مقابل قزاقستان نیز شدند. این مسابقه اولین مسابقه ملی تیم ملی پس از سال‌ها بود. سعیده علی عضو تیم ملی بسکتبال ایران در مسابقات ۳ در ۳ بسکتبال آسیا در چانگشا ، کاپ اسیا چین و دو دوره جام جهانی فیلیپین و امستردام بود. سایت فدراسیون جهانی بسکتبال (فیبا) وی را یکی از ۱۰ بسکتبالیست برتر آسیا در این رشته می‌داند. سایت فدراسیون جهانی فیبا در سال ۲۰۱۸به وی لقب ماشین فِراری را داده است[۱۰] همچنین وی جزو ۱۰ بازیکن پر امتیاز جام‌جهانی فیلیپین در دور مقدماتی شد[۱۱] 
وی در لیگ ۱۳۸۹ و ۱۳۹۰ پر امتیاز ترین بازیکن لیگ و در لیگ ۱۳۹۴ به عنوان بهترین بازیکن لیگ انتخاب شد

## افتخارات
در سطح باشگاهی
نایب قهرمانی لیگ برتر:  سال ۱۳۸۹ (کشت و صنعت الله‌آباد قزوین)
قهرمانی لیگ برتر: سال ۱۳۹۰ (مهر آمین قزوین) 
نایب قهرمانی لیگ برتر: سال ۱۳۹۱ (ماکارونی جهان)،
- نایب قهرمانی لیگ برتر:سال ۱۳۹۲ ( گاز تهران )
- قهرمانی لیگ برتر: سال ۱۳۹۴ (به همراه گاز تهران)،
- سومی لیگ برتر: سال ۱۳۹۷ (گروه بهمن)
- نائب قهرمانی لیگ برتر:سال ۱۳۹۶ (گروه بهمن)
- قهرمانی لیگ برتر:سال ۱۳۹۸ ( گروه بهمن )
- نایب قهرمان مسابقات باشگاه غرب اسیا ۱۳۹۸(گروه بهمن)